# Martinsville (Virginie)
Pour les articles homonymes, voir Martinsville.
Martinsville est une ville indépendante de l'État de Virginie, aux États-Unis. Elle est le chef-lieu du comté de Henry. Sa population est, selon le recensement de la population américaine de 2010, de 13 821 habitants.
La ville est connue pour son circuit automobile, le Speedway de Martinsville, le plus court circuit du championnat automobile NASCAR.

## Monuments
La ville compte plusieurs monuments et édifices protégés au Registre national des lieux historiques. Ces monuments sont :
- Beaver Creek Plantation (en)
- John Waddey Carter House (en)
- Dry Bridge School (en)
- East Church Street-Starling Avenue Historic District (en)
- Fayette Street Historic District (en)
- Little Post Office (en)
- Martinsville Fish Dam (en)
- Martinsville Historic District (en)
- Martinsville Novelty Corporation Factory (en)
- Scuffle Hill (en)

## Sport
La ville est le domicile des Mustangs de Martinsville, club de baseball évoluant depuis 2005 en Coastal Plain League (en). Les Mustangs jouent leurs matches à domicile au Hooker Field (en). 
La ville est surtout connue pour son circuit automobile, le Speedway de Martinsville. Il le plus court circuit du championnat automobile NASCAR.